# 切爾沃內 (伊久姆區)
49°0′0″N 37°0′32″E / 49.00000°N 37.00889°E
切爾沃內（烏克蘭語：Червоне）是位於烏克蘭東部的村莊，由哈爾科夫州伊久姆區的巴爾溫科韋市鎮負責管轄。該村始建於1923年，面積0.84平方公里，海拔高度179米，2001年人口290，人口密度每平方公里345.7人。